# Jesper Engström
Jesper Engström, född 24 april 1992, är en finländsk fotbollsspelare, som representerar den finländska klubben Vaasan Palloseura 
(VPS). 
Den 22 november 2013 skrev Engström på ett nytt kontrakt med VPS. Kontraktet med VPS gäller till hösten 2015.